# Letheobia episcopus
Letheobia episcopus — вид змій родини сліпунів (Typhlopidae). Мешкає в Туреччині і Сирії.

## Поширення і екологія
Letheobia episcopus відомі з кількох місцевостей, розташованих на півдні Туреччини та на північному сході Сирії. Вони живуть на луках, в рідколіссях і чагарникових заростях.